# Goodmania luteola
Goodmania es un género de plantas perteneciente a la familia de las Poligonáceas. Contiene una única especie denominada Goodmania luteola. 

## Descripción
Se trata de plantas anuales que poseen multitud de tallos procedentes de una raíz primaria muy fina. Sus hojas son opuestas, estipuladas, pecioladas y tomentosas. La inflorescencia, cimosa, está ramificada dicotómicamente, situándose un grupo de flores en cada nodo. Las flores son amarillentas, no escipitadas, con seis tépalos petaloideos. El número de estambres es 9, y el ovario es tricarpelar. Su número de cromosomas es 20.
La planta es nativa de California y Nevada. En cuanto a su ecología, es poco frecuente. Se encuentra en pastizales, matorral desértico sobre suelo alcalinos en alturas de menores a 2200 m s. n. m. La época de floración comprende el periodo mayo-agosto.

## Taxonomía
Goodmania luteola fue descrita por (Parry) Reveal & Ertter y publicado en Brittonia 28(4): 427. 1976[1977].
Sinonimia
- Eriogonum spinescens S.Stokes
- Gymnogonum spinescens Parry
- Oxytheca luteola Parry[2][4]